# Irina Bäcksbacka de Maestro
Irina Bäcksbacka de Maestro, född 7 augusti 1919 i Helsingfors, död 2002, var en finländsk konstnär. Hon var dotter till Leonard Bäcksbacka.
Bäcksbacka studerade måleri i Paris 1938 och 1939 samt företog studieresor i Europa och Amerika. Hon höll separatutställningar i Helsingfors 1933, 1934, 1936, 1939, 1940, 1942, 1946, 1950, 1952, 1953, 1957, 1959 och 1960 samt i Stockholm 1935, 1940 och 1946. Hon deltog i utställningar i Spanien, Sverige, Norge, Tyskland, Ryssland och Baltikum, Tammerfors konstmuseum och Gösta Serlachius konststiftelse i Mänttä. Hon ingick 1940 äktenskap med doktor Manuel Julio Luis Maestro y Maestro och var därefter bosatt i Madrid.